# Вікрово (гміна Ґроново-Ельблонзьке)
Вікрово (пол. Wikrowo, нім. Wickerau) — село в Польщі, у гміні Ґроново-Ельблонзьке Ельблонзького повіту Вармінсько-Мазурського воєводства.
Населення — 153 особи (2011).
У 1975-1998 роках село належало до Ельблонзького воєводства.

## Демографія
Демографічна структура станом на 31 березня 2011 року:
|          | Загалом | Допрацездатний вік | Працездатний вік | Постпрацездатний вік |
| -------- | ------- | ------------------ | ---------------- | -------------------- |
| Чоловіки | 78      | 16                 | 56               | 6                    |
| Жінки    | 75      | 17                 | 44               | 14                   |
| Разом    | 153     | 33                 | 100              | 20                   |